# Obîhodivka, Korosten
Obîhodivka (în ucraineană Обиходівка) este un sat în comuna Obîhodî din raionul Korosten, regiunea Jîtomîr, Ucraina.